# Jehan de Paris
Pour les articles homonymes, voir Jean de Paris.
Jehan de Paris (parfois modernisé en Jean de Paris) est un roman en prose anonyme de la fin du XVe siècle, probablement composé autour des années 1494-1495,.

## Datation
La rédaction est estimée autour de 1495 dans la mesure où l'auteur s'inspire du règne de Charles VIII, et notamment des campagnes militaires menées par celui-ci en Italie.

## Résumé
L'histoire commence par un épisode de la vie du Roi de France, père du héros éponyme Jehan de Paris. Le Roi de France sauve le Roi d'Espagne d'un mauvais pas politique, et les deux souverains promettent de marier leurs enfants.
Le Roi, père de Jehan de Paris meurt, les souverains espagnols oublient cette promesse et fiancent la princesse Anne au Roi d'Angleterre. Jehan de Paris, devenu Roi à son tour, est mis au courant par sa mère du serment et décide de le faire respecter. Il prépare son armée, et se dirige, en dissimulant sa véritable identité, vers la ville espagnole de Burgues.
En chemin, celui qui se fait appeler Jehan de Paris croise le cortège du Roi d'Angleterre qu'il ridiculise par quelques ruses verbales.
S'ensuit alors une entrée luxueuse de Jehan dans Burgues, rappelant les entrées de Charles VIII à Florence et Naples lors des victoires de la campagne italienne. Les Espagnols et le Roi d'Angleterre sont éblouis de tant de faste. Jehan tombe amoureux d'Anne d'Espagne, conquiert le cœur de tous par sa prestance et son luxe lors de la réception, dévoile son identité et se marie avec Anne, respectant ainsi la promesse des pères.

## Éditions
La plus ancienne édition connue du roman remonte à 1533, chez Claude Nourry à Lyon.
- Le Roman de Jean de Paris, texte renouvelé par Gassies des Brulies, illustrations de Maurice Berty, Paris, Éditions Delagrave, 1929, 181 p.[réf. nécessaire]